# Tenuipalpus kraussianae
Tenuipalpus kraussianae är en spindeldjursart som beskrevs av Meyer 1993. Tenuipalpus kraussianae ingår i släktet Tenuipalpus och familjen Tenuipalpidae. Inga underarter finns listade i Catalogue of Life.